# 山本省
山本 省（やまもと さとる、1946年 - ）は、日本のフランス文学者、信州大学名誉教授。
兵庫県生まれ。1969年、京都大学文学部卒業。1977年、同大学院博士課程中退。1978年、信州大学教養部講師、のち農学部助教授、教授、全額共通教育機構教授。2012年、定年。ジャン・ジオノを研究、翻訳を行っている。

## 著書
- 『南仏オート=プロヴァンスの光と風 ジャン・ジオノの故郷を旅する』彩流社　2004
- 『ジャン・ジオノ紀行 南仏オート=プロヴァンスの人と自然』彩流社　2006
- 『日本のオート=プロヴァンス 信州松本の四季折々』ほおずき書籍 2008
- 『南仏プロヴァンスと信州の文学と自然』ほおずき書籍 2009

## 翻訳
- マルク・パンシェルル『ヴァイオリン族の楽器』小松敬明共訳、白水社・文庫クセジュ 1983
- アラン・ルヴィエ『オーケストラ』小松敬明共訳、白水社・文庫クセジュ 1990
- シャルル・デュ・ボス『近似値 フランス近代作家論集』編訳、彩流社 1993
- ジャン・ジオノ『喜びは永遠に残る』河出書房新社 2001
- ジャン・ジオ『世界の歌』河出書房新社 2005
- ジャン・ジオノ『木を植えた男』彩流社 2006
- シルヴェット・ミリヨ『弦楽四重奏』白水社・文庫クセジュ 2008
- ジャン・ジオノ『丘』岩波文庫 2012
- ジャン・ジオノ『憐憫の孤独』彩流社・フィギュール彩 2016
- ジャン・ジオノ『ボミューニュの男』山本省訳 彩流社 2019
- ジャン・ジオノ『二番草』彩流社 2020
- ジャン・ジオノ『青い目のジャン』彩流社 2020
- ジャン・ジオノ『本当の豊かさ』彩流社 2020
- ジャン・ジオノ『大群』彩流社 2021
- ジャン・ジオノ『純粋の探究』彩流社 2021
- ジャン・ジオノ『蛇座』彩流社 2021
- ジャン・ジオノ『メルヴィルに挨拶するために』彩流社 2022 -「白鯨」解説ほか